# Maria Emanuela van Portugal

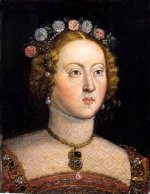
Maria Emanuela van Portugal

Maria Emanuela van Portugal (Coimbra, 15 oktober 1527 - Valladolid, 12 juli 1545) was een dochter van koning Johan III van Portugal en Catharina van Habsburg. Ze was prinses van Asturië en tussen 1527 en 1535 prinses van Portugal. 
Ze trouwde in 1543 met Filips II van Spanje. Het koppel was tweemaal elkaars neef en nicht, zowel langs vaders zijde als langs moeders zijde. Een pauselijke dispensatie hief het kerkelijk verbod op dat rustte op het sluiten van zo'n huwelijk. Op 8 juli 1545 werd hun enig kind Don Carlos geboren. Hij was gehandicapt. Vier dagen na de geboorte van Don Carlos stierf Maria in het kraambed. In die vier dagen leed Maria aan koortsen. Tijdgenoten spraken over ruzies tussen Portugese artsen die Maria warm wilden inwikkelen en Spaanse artsen die Maria juist wilden verkoelen. Maria stierf drie maanden vóór haar 18e verjaardag.
Dit was het eerste huwelijk van Filips II van Spanje. Hij zou nog driemaal hertrouwen.

## Voorouders
| Voorouders van Maria Emmanuela van Portugal | Voorouders van Maria Emmanuela van Portugal                                    | Voorouders van Maria Emmanuela van Portugal                                    | Voorouders van Maria Emmanuela van Portugal                                    | Voorouders van Maria Emmanuela van Portugal                                    | Voorouders van Maria Emmanuela van Portugal                                    | Voorouders van Maria Emmanuela van Portugal                                    | Voorouders van Maria Emmanuela van Portugal                                    | Voorouders van Maria Emmanuela van Portugal                                    |
| ------------------------------------------- | ------------------------------------------------------------------------------ | ------------------------------------------------------------------------------ | ------------------------------------------------------------------------------ | ------------------------------------------------------------------------------ | ------------------------------------------------------------------------------ | ------------------------------------------------------------------------------ | ------------------------------------------------------------------------------ | ------------------------------------------------------------------------------ |
| Overgrootouders                             | Ferdinand van Viseu (1433-1470) ∞ 1452 Beatrix van Portugal (-)                | Ferdinand van Viseu (1433-1470) ∞ 1452 Beatrix van Portugal (-)                | Ferdinand II van Aragon (1452–1516) ∞ Isabella I van Castilië (1451–1504)      | Ferdinand II van Aragon (1452–1516) ∞ Isabella I van Castilië (1451–1504)      | Keizer Maximiliaan I (1459-1519) ∞ 1477 Maria van Bourgondië (1457-1482)       | Keizer Maximiliaan I (1459-1519) ∞ 1477 Maria van Bourgondië (1457-1482)       | Ferdinand II van Aragon (1452-1516) ∞ 1469 Isabella I van Castilië (1451-1504) | Ferdinand II van Aragon (1452-1516) ∞ 1469 Isabella I van Castilië (1451-1504) |
| Grootouders                                 | Emanuel I van Portugal (1469-1521) ∞ 1500 Maria van Aragón (1482-1517)         | Emanuel I van Portugal (1469-1521) ∞ 1500 Maria van Aragón (1482-1517)         | Emanuel I van Portugal (1469-1521) ∞ 1500 Maria van Aragón (1482-1517)         | Emanuel I van Portugal (1469-1521) ∞ 1500 Maria van Aragón (1482-1517)         | Filips I van Castilië (1478-1506) ∞ 1500 Johanna van Castilië (1479-1555)      | Filips I van Castilië (1478-1506) ∞ 1500 Johanna van Castilië (1479-1555)      | Filips I van Castilië (1478-1506) ∞ 1500 Johanna van Castilië (1479-1555)      | Filips I van Castilië (1478-1506) ∞ 1500 Johanna van Castilië (1479-1555)      |
| Ouders                                      | Johan III van Portugal (1502-1557) ∞ 1525 Catharina van Oostenrijk (1507–1578) | Johan III van Portugal (1502-1557) ∞ 1525 Catharina van Oostenrijk (1507–1578) | Johan III van Portugal (1502-1557) ∞ 1525 Catharina van Oostenrijk (1507–1578) | Johan III van Portugal (1502-1557) ∞ 1525 Catharina van Oostenrijk (1507–1578) | Johan III van Portugal (1502-1557) ∞ 1525 Catharina van Oostenrijk (1507–1578) | Johan III van Portugal (1502-1557) ∞ 1525 Catharina van Oostenrijk (1507–1578) | Johan III van Portugal (1502-1557) ∞ 1525 Catharina van Oostenrijk (1507–1578) | Johan III van Portugal (1502-1557) ∞ 1525 Catharina van Oostenrijk (1507–1578) |
| Maria Emmanuela van Portugal (1527–1545)    |                                                                                |                                                                                |                                                                                |                                                                                |                                                                                |                                                                                |                                                                                |                                                                                |